# Reclams Krimi-Lexikon
Das Reclams Krimi-Lexikon ist ein einbändiges Lexikon des Verlags Philipp Reclam jun. in Stuttgart zu Kriminalromanen und deren Autoren, das in seiner Ursprungsform als Reclams Kriminalromanführer 1978 von Armin Arnold und Josef Schmidt begründet wurde, und in der vorliegenden Form von Klaus-Peter Walter 2002 herausgegeben wurde.

## Konzeption und Inhalt
Dabei setzt das Lexikon dort an, wo der Vorgänger 1978 aufhörte und verzichtet somit auf jene Darstellungen, die inzwischen in großen Teilen als Allgemeinwissen vorausgesetzt werden kann. Daher entfällt eine detaillierte Skizzierung der Vor- und Frühgeschichte des Kriminalromans, wie zum Beispiel Heinrich von Kleists Michael Kohlhaas oder Fjodor Michailowitsch Dostojewskis Schuld und Sühne, beinhaltet aber weiterhin grundlegende Klassiker wie Edgar Allan Poes Auguste-Dupin-Erzählungen, sprich Die Morde in der Rue Morgue (Murder in the Rue Morgue, 1841), Das Geheimnis der Marie Rogêt (The Mystery of Marie Rogêt, 1842/43) und Der entwendete Brief (The Purloined Letter, 1845).
Auf sogenannte Vielschreiber, denen allenfalls noch eine historische Bedeutung zukommt, wie Balduin Groller oder Luise Westkirch verzichtete der Herausgeber ebenfalls. Neben Poe berücksichtigte man auch die anderen Genreklassiker des 19. und 20. Jahrhunderts wie Arthur Conan Doyle, Agatha Christie, John Buchan, Patricia Highsmith, John le Carré, Maj Sjöwall und Per Wahlöö, Friedrich Dürrenmatt, Friedrich Glauser und Israel Zangwill. Dabei fällt auf, dass man sich dabei von der deutschsprachigen Rezeption leiten und fremdsprachige Klassiker, deren Werk nur in Teilen ins Deutsche übersetzt wurden, wie Ernest Bramah, der als Zeitgenosse Doyles stellenweise sogar noch populärer und erfolgreicher war, unberücksichtigt ließ. Noch nachvollziehbarer ist der Verzicht auf literarische Werke aus Verlagen mit Druckkostenzuschuss, Heftchen- und Leihbuchserien sowie Novelisationen, sprich sogenannten Filmbüchern, und fast ausnahmslos Kinderkrimis.
Als Intention des Lexikons formulierte es Walter folgendermaßen: „Reclams Krimi-Lexikon will helfen, eine Bresche zu schlagen in einen Literaturdschungel, den der Einzelne kaum mehr zu überblicken vermag, und Informationen vermitteln über die zeitgenössische Kriminalliteratur nicht nur der klassischen Krimiländer oder -gebiete wie Commonwealth und USA, sondern auch neuer wie Lateinamerika, wie Israel, der Türkei, Albanien und Afrika mit z. T. ganz eigentümlichen Erscheinungsformen. Der Krimi wird verstanden als eine Welt-Literatur in dem Sinn, dass die ganze Welt Anteil an ihr hat. Wegen der engen Symbiose von Literatur mit Kino bzw. Fernsehen wurde verfilmte Literatur besonders berücksichtigt.“
Das Werk enthält mehr als 450 Werkartikel von 401 Autoren, in der Regel mit einleitenden Kommentaren, die die jeweilige Einordnung in das Gesamtwerk des Schriftstellers oder des Genres vornehmen. Auch wenn die biographischen Erläuterungen recht eingeschränkt werden, gibt es bei manchen herausragenden Autoren grundlegendere Darstellungen oder gar Wertungen. Bei manchen Serien wie Veit Heinichen in Triest ermittelnden Commissario Proteo Laurentii oder Georges Simenon Maigret muss ein Band als Beispiel dienen, bei Heinichen ist es Gib jedem seinen eigenen Tod (2001) und bei dem belgischen Kriminalklassiker Maigret und der Treidler der „Providence“ (1931), wobei eine regelrechte Auswahl für oder gegen manchen Klassiker nicht gegeben wird. Bei mehrbändigen Reihen konstruierte man die Unterscheidung zwischen geschlossenen Werkfolgen, die man als Trilogien behandelte, oder gar Dekalogien, und Serien, wobei man nicht erklärte, warum man etwa alle Kommissar-Beck-Romane aufführte und nur einen einzigen Kommissar-Maigret-Roman. Neben Literaturhinweisen wird der Band durch ein Personen- und Werksregister erschlossen.

## Dokumentation des Wandels in der Kriminalliteratur
Im Vorwort betont Walter vor allen Dingen den Wandel im Genre, der sich seit 1978 unübersehbar vollzogen habe: während damals der Kriminalroman noch deutlich von Publikationen aus dem angloamerikanischen Raum, die ihrerseits ihre aus dem 19. Jahrhundert stammenden Ursprünge kaum verleugnen konnten, beherrscht wurde, kommen heute aus allen Ländern interessante Kriminalromane und inzwischen herrscht geradezu im deutschsprachigen Raum ein Übergewicht an Übersetzungen aus dem skandinavischen Raum vor. Untergruppierungen wie den Frauenkrimi, Regionalkrimi, Gebrestenkrimi oder gar Tierkrimi (Katzen, Schafe, Insekten) waren noch überhaupt nicht entwickelt und auch die technologische Entwicklung beeinflusste die Themenwahl ihrer Autoren.

## Gestaltung
Vorangestellt hat man dem Vorwort ein Zitat Raymond Chandlers: „Man zeige mir einen Mann oder eine Frau, die Kriminalromane nicht ausstehen können, dann will ich ihnen einen Narren zeigen; einen klugen Narren vielleicht - aber nichtsdestoweniger einen Narren.“ Gewidmet ist der Lexikonband dem Andenken an Gernot Völker (1930–2002). Die Einbandgestaltung verwendete ein Szenenfoto mit Alain Delon aus dem französischen Spielfilm Le Samourai (Der eiskalte Engel) aus dem Jahr 1967.

## Ausgaben
- Klaus-Peter Walter (Hrsg.): Reclams Krimi-Lexikon. Autoren und Werke. Philipp Reclam Jun., Stuttgart 2002, ISBN 3-150-10509-9, 485 S.

## Rezension
Lutz Krützfeldt merkte für die Neue Zürcher Zeitung zwar an, dass er auf Reclams Krimi-Lexikon nicht verzichten könne, da es auf die Titel und ihre Urheber eingeht und den nichtenglischen Sprachraum stärker berücksichtigt. Im Übrigen verteilte er viel Kritik gegenüber diesem Werk, das bezeichnenderweise schwerpunktmäßig Kriminalromane nach den 1970er Jahren vorstellt. So empfand er die Gattungsdefinition als zu diffus, da sie generell alle Literatur umfasst, in deren Zentrum ein Verbrechen steht, womit sie zwangsläufig auch alle Thriller umfasst, merkwürdigerweise in Widerspruch zu sich selbst die Gerichtsthriller außen vor lässt. Krützfeldt sah dies als mangelhaften Sinn für die literarische Form an. Somit suchte er vergebens nach den ästhetischen Kriterien des Herausgebers, der im Vorwort lediglich den „originellen Einfall“ des Themas für die Auswahl der Werke benannte. Der Schweizer Rezensent konnte somit kaum nachvollziehen, welchen Ausschlusskriterium manche Werke zum Opfer gefallen waren. Außerdem wären die Werkartikel in der Regel einfache und stark verkürzte Inhaltsangaben, die dem Betrachter kaum etwas über Bedeutung und Ästhetik des Krimis verraten würden.
Sabine teHeesen lobte zwar das Werk, gab aber gleichzeitig gewissermaßen Spoiler-Alarm: „Die Handlung wird häufig komplett wiedergegeben und auch der Täter meistens enttarnt! Auf der Suche nach neuem Lesefutter sollte man also mit der nötigen Umsicht vorgehen oder über ein schlechtes Gedächtnis verfügen.“